# 功能界別
功能界別（英語：Functional constituency），又稱為「功能團體」，即「職業代表制」（Professional representation），1997年之前稱為「功能組別」，位於香港內代表指定的商會或行業在選舉中擁有特別投票權的類別。在現有制度下，例如從事衛生服務界、教育界以及社會福利界等不同於大部份其他功能界別的組別，少數選民有權以個人身份投票的之外，其他的公司票、團體票選舉模式，即從事該行業的一般僱員及從業員則並不具選民資格。因此，大部份功能界別只能代表該行業中的小部份人，通常是僱主，不能全面反映全體從事該行業的市民的意見。立法會區議會（第二）功能界別，雖在名義上為功能界別，但包括選民構成在內的選舉性質與其他的功能界別有極大分別。

## 背景
職業代表制是在20世紀前半代表不同職業階層意見的方法，例如中華民國修憲前的國民大會代表有職業、婦女、海外華人團體選出代表，立法委員亦有職業團體選出者，過去1929年奧地利的上議院、法西斯時代的意大利及佛朗哥時期的西班牙議會等。
由於現今資訊、輿論發達，多元意見可表達，目前實行此種選舉的國家或地區屈指可數，多只在權力較少的兩院制國家上議院實行，而把較多或較主要的政治權力留予地方或全國直選產生的下議院。除兩院制愛爾蘭上議院、斯洛維尼亞上議院外，香港和澳門是少數仍用功能團體選舉方法產生部分一院制立法機關成員的地方。

## 沿革
香港的功能界別制度始設定於殖民地時期，事緣香港政府於1984年7月18日發表的一份有關香港政治制度的諮詢文件——《代議政制綠皮書》。這份文件被視為殖民地時期的香港政制改革的開始。這次選舉其中24名議員分別由選舉團和功能組別選出，每類各選12名。選舉團的成員，包括所有市政局、區域市政局及區議會的議員。其餘議席透過港督委任而產生。官守議員共有11名、布政司、財政司和律政司均為當然官守議員。而港督更兼任議員及主席。
1991年《香港人權法案條例》通過後，國際法律家委員會訪港後曾指出，功能組別或抵觸人權法中「選舉權必須普及而平等」的條文，原因包括其狹窄和受限制的授權，以及部分人可以投兩票（即地區直選和功能組別），港英政府當時強調功能組別是過渡安排，以取代港督委任議員的做法，強調其臨時性質，長遠而言由《基本法》第68條規定終極目標是立法會所有議員由普選產生。
1997年香港主權移交前，功能組別的定位受到極大矚目。這源於時任港督彭定康在1992年進行的政制改革中，提出在1995年香港立法局選舉中新增九個功能組別，即「新九組方案」。彭定康並更改功能組別選舉方法、法團選票改為個人選票；最後功能組別符合選民資格增加至270萬人，實際登記人數115萬人（見2003年美國人權報告第三節（页面存档备份，存于）、香港政策研究所報告PDF第43頁）。彭定康的這次改革被中國大陸當局批評為鑽《基本法》漏洞，時任國務院港澳務辦主任魯平在1993年3月公開罵他是「千古罪人」。
功能界別：
1985年
1. 勞工界(2席)
2. 商界(一)
3. 商界(二)
4. 工業界(一)
5. 工業界(二)
6. 工程、建築、測量及都市規劃界(1991年分拆）
7. 教育界
8. 法律界
9. 社會福利界
10. 醫學界
11. 金融界

1988年
1. 會計界
2. 衛生界

1991年
1. 工程界
2. 建築、測量及都市規劃界
3. 地產及建造界
4. 旅遊界
5. 鄉事界

1995年（新九組）
1. 漁農、礦產、能源及建造界
2. 紡織及製衣界
3. 製造界
4. 進出口界
5. 批發及零售界
6. 酒店及飲食界
7. 運輸及通訊界
8. 金融、保險、地產及商業服務界
9. 公共、社會及個人服務界

香港主權移交後，香港的功能界別選民分別可以在立法會的功能界別議席、以及選舉委員會的界別分組選舉內投票。

### 現況

#### 選民資格
截至2008年，香港共有28個功能界別。根據2004年政府統計數字，相比起地區直選的320萬人，功能界別選民數字僅為19萬人。各個功能界別的選民登記資格（页面存档备份，存于）都不一樣，有些界別作個人投票、有些作團體投票。以會計界為例，根據選舉事務處的說明書（页面存档备份，存于），選民資格為香港法例第50章《專業會計師條例》的註冊會計師。商界（第一）選民只包括香港總商會會員，商界（第二）的選民只包括香港中華總商會會員，不包括其他香港商人。成為功能界別選民者，可以參與立法會選舉功能界別議席的投票。
符合功能界別選民資格登記的個人或團體，必須同時申請登記成為選舉委員會的界別分組投票人。界別分組投票人可以投票選出選舉委員會中代表自己行業的成員，後者可投票選出香港行政長官。除了自己行業之外，符合資格人士也能夠選出選舉委員會中香港僱主聯合會、鄉議局等代表，但未必能夠在兩個界別中分別投票。
自2021年香港政治制度改革後，所有功能界別的團體選民（不論機構或企業），須在其界別取得法定資格並持續運作三年以上。

#### 議席分布
由2012年起，香港立法會共有70席，功能界別議席佔一半，即35席；另外35席為地區直選。
在29個功能界別之中，勞工界有3個議席，區議會（第二）有5席，其餘界別各佔1席：
1. 鄉議局@
2. 漁農界*
3. 保險界*
4. 航運交通界*
5. 教育界@
6. 法律界@
7. 會計界@
8. 醫學界@
9. 衛生服務界@
10. 工程界@
11. 建築、測量、都市規劃及園境界@
12. 勞工界* （3席）
13. 社會福利界@
14. 地產及建造界
15. 旅遊界*
16. 商界（第一）*
17. 商界（第二）
18. 工業界（第一）
19. 工業界（第二）*
20. 金融界*
21. 金融服務界*
22. 體育、演藝、文化及出版界
23. 進出口界
24. 紡織及製衣界
25. 批發及零售界
26. 資訊科技界
27. 飲食界 ¹
28. 區議會（第一）@ ¹
29. 區議會（第二）@ （5席）

¹ 因第一任行政長官董建華於2000年解散區域市政局和市政局，原市政局界別和區域市政局界別的議席由飲食界和區議會所取代。而原來區議會界別，因應「區議會（第二）」界別的設立，於2012年改名為「區議會（第一）」。@: 該界別只有個人選民。*: 該界別只有團體選民。
由2021年起，香港立法會共有90席，功能界別議席佔三分之一，即30席；另外40席為選舉委員會和20席為地區直選。
在28個功能界別之中，勞工界有3個議席，其餘界別各佔1席：
1. 鄉議局@
2. 漁農界*
3. 保險界*
4. 航運交通界*
5. 教育界@
6. 法律界@
7. 會計界@
8. 醫療衛生界@
9. 工程界@
10. 建築、測量、規劃及園境界@
11. 勞工界 （3席）*
12. 社會福利界@
13. 地產及建造界*
14. 旅遊界*
15. 商界（第一）*
16. 商界（第二）*
17. 商界（第三）* ²
18. 工業界（第一）*
19. 工業界（第二）*
20. 金融界*
21. 金融服務界*
22. 體育、演藝、文化及出版界*
23. 進出口界*
24. 紡織及製衣界*
25. 批發及零售界*
26. 科技創新界*
27. 飲食界*
28. 人大政協及全國性團體@ ²

² 因第十三屆全國人民代表大會常務委員會於2021年自行修改香港立法會的產生辦法時，廢除所有民選區議會的功能組別，原區議會（第一）界別和區議會（第二）界別的議席由商界（第三）界和人大政協及全國性團體所取代。原資訊科技界，由科技創新界所取代。而醫療衞生界由原來醫學界、衞生服務界及原選舉委員會中醫界合併而成。@: 該界別只有個人選民。*: 該界別只有團體選民。

#### 投票制度
- 勞工界功能界別，共3席，由於可參選組織由政府指定，故採用「全票制」 (bloc vote)，每一個團體（選民）各有3票，以選出3個議席。
- 其餘普通功能界別，採取「得票最多者當選」投票制 (plurality voting system)，每名屬於該界別的公司或選民均有權投一票。

如有超過一名候選人獲得最多票數而票數相同，選舉主任必會以抽籤形式決定當選人選。

### 未來發展
早於1997年香港特區政府研究第一屆立法會功能界別選舉時，有一少部分人建議以新九組作為“新”的功能組別，但政府沒有採納這個意見，並最後以現時的廿八個功能組別選出議員。
2000年代初，在討論香港政治制度改革初期，仍有一些人士建議香港立法會的功能界別可以仿效這個做法，使所有選民均有自己所屬的功能界別，以達致普選的效果。
民主派希望直接將功能界別取消，以全面進行地區直選來達致普選。與此同時，建制派人士為求保留功能界別，支持擴大功能界別選民基礎，例如梁愛詩。

## 現時狀況

### 界別
香港現時共有28个功能界別，共30席。
1. 鄉議局
2. 漁農界
3. 保險界
4. 航運交通界
5. 教育界
6. 法律界
7. 會計界
8. 醫療衛生界
9. 工程界
10. 建築、測量、規劃及園境界
11. 勞工界 （3席）
12. 社會福利界
13. 地產及建造界
14. 旅遊界
15. 商界（第一）
16. 商界（第二）
17. 商界（第三）
18. 工業界（第一）
19. 工業界（第二）
20. 金融界
21. 金融服務界
22. 體育、演藝、文化及出版界
23. 進出口界
24. 紡織及製衣界
25. 批發及零售界
26. 科技創新界
27. 飲食界
28. 人大政協及全國性團體

### 現任議員
| 功能界別                     | 議員   | 所屬政黨 | 所屬政黨 | 備註   |
| ---------------------------- | ------ | -------- | -------- | ------ |
| 鄉議局                       | 劉業強 |          | 經民聯   | 建制派 |
| 漁農界                       | 何俊賢 |          | 民建聯   | 建制派 |
| 保險界                       | 陳健波 |          | 獨立     | 建制派 |
| 航運交通界                   | 易志明 |          | 自由黨   | 建制派 |
| 教育界                       | 朱國強 |          | 教聯會   | 建制派 |
| 法律界                       | 林新強 |          | 獨立     | 建制派 |
| 會計界                       | 黃俊碩 |          | 民建聯   | 建制派 |
| 醫療衞生界                   | 林哲玄 |          | 獨立     | 建制派 |
| 工程界                       | 盧偉國 |          | 經民聯   | 建制派 |
| 建築、測量、都市規劃及園境界 | 謝偉銓 |          | 獨立     | 建制派 |
| 勞工界                       | 周小松 |          | 勞聯     | 建制派 |
| 勞工界                       | 梁子穎 |          | 工聯會   | 建制派 |
| 勞工界                       | 郭偉強 |          | 工聯會   | 建制派 |
| 社會福利界                   | 狄志遠 |          | 新思維   | 中間派 |
| 地產及建造界                 | 龍漢標 |          | 經民聯   | 建制派 |
| 旅遊界                       | 姚柏良 |          | 創建力量 | 建制派 |
| 商界（第一）                 | 林健鋒 |          | 經民聯   | 建制派 |
| 商界（第二）                 | 廖長江 |          | 獨立     | 建制派 |
| 商界（第三）                 | 嚴 剛  |          | 獨立     | 建制派 |
| 工業界（第一）               | 梁君彥 |          | 經民聯   | 建制派 |
| 工業界（第二）               | 吳永嘉 |          | 經民聯   | 建制派 |
| 金融界                       | 陳振英 |          | 獨立     | 建制派 |
| 金融服務界                   | 李惟宏 |          | 獨立     | 建制派 |
| 體育、演藝、文化及出版界     | 霍啟剛 |          | 獨立     | 建制派 |
| 進出口界                     | 黃英豪 |          | 民建聯   | 建制派 |
| 紡織及製衣界                 | 陳祖恒 |          | 經民聯   | 建制派 |
| 批發及零售界                 | 邵家輝 |          | 自由黨   | 建制派 |
| 科技創新界                   | 邱達根 |          | 獨立     | 建制派 |
| 飲食界                       | 張宇人 |          | 自由黨   | 建制派 |
| 人大政協及全國性團體         | 陳勇   |          | 民建聯   | 建制派 |

## 爭議

### 支持
支持功能界別者認為，社會需要顧及商人的利益，引入各界的代表議事可以使議會議決更有廣泛代表性。
大公報記者籍夏瑾認為，功能界別亦吸引界別內專業人士參政，提高議事的質素及政府議案通過的機會。他認為功能組別有利於香港保持金融服務、貿易、航運和旅遊中心的地位；有利於香港的產業重組和規劃。這些專業人士擁有國際視野和專業知識，有助提升立法水準，平衡不同階層和行業利益，有助政策的連貫性和穩定性，推動經濟可持續發展。功能組別可確保議會有均衡的參與，能讓社會不同背景的人士參與議政。工商界的利益如失去憲制上的保護，便不利於香港經濟的發展，也就脫離了基本法保障香港原有的資本主義制度不變的立法原意。
支持者認為取消功能界别會造成多數人暴政，即使將「公司／團體票」轉為「個人票」，功能界別也一定會變成各個工會之天下，屆時免費午餐和民粹主義會大行其道。同時指出英國上議院及美國參議院亦非「普及而平等」。

### 反對

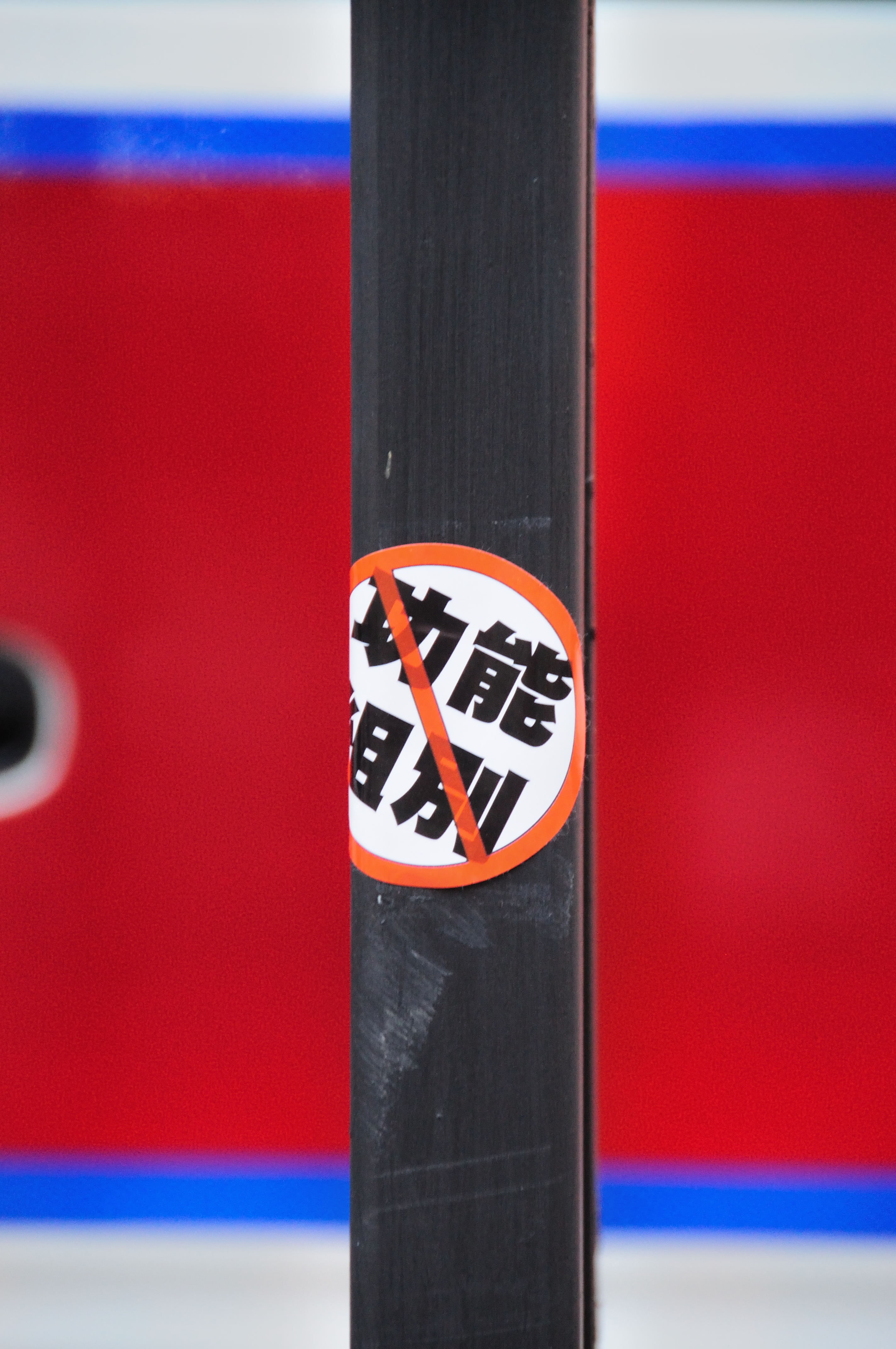
香港街頭反對功能界別的標誌

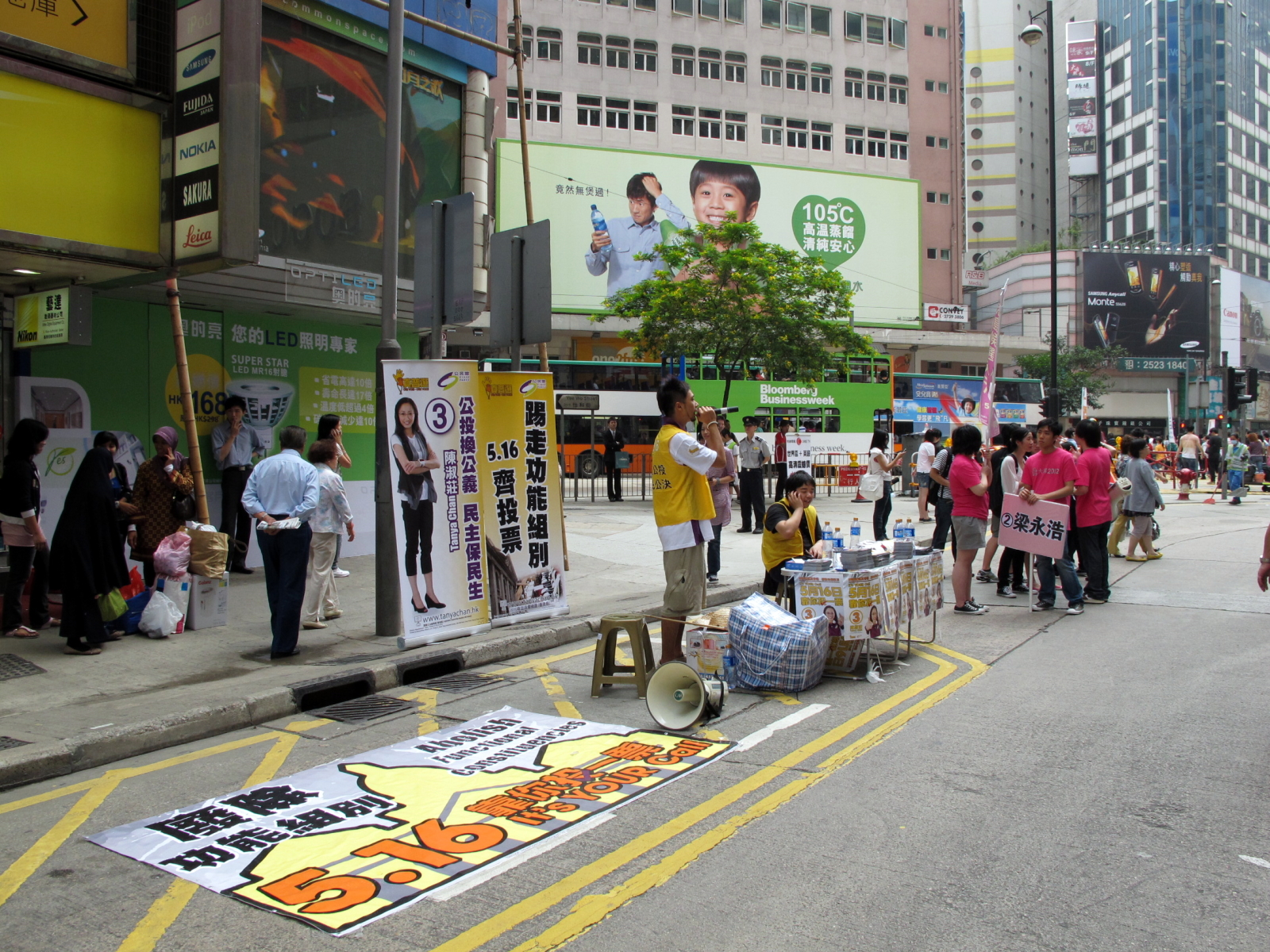
泛民主派政黨公民黨和社民連聯合發動五區總辭，引發俗稱「五區公投」的2010年香港立法會地方選區補選，便以「儘快實現真普選、廢除功能組別」作為選舉議題

#### 小圈子利益輸送
港英殖民統治下，行政和立法兩局一開始就全部是委任議員，成員也一向來自商界及專業界別，所以有不少市民指責功能組別議員為政府立法及提出建議的「擋箭牌」，往往特區政府可以藉這批被指「特權階層」的足夠票數順利通過，而漠視市民的發聲權利。例如是在興建高鐵方案雖然不少市民和民選議員強烈反對，曾蔭權政府仍舊以功能組別和建制派議員足夠票數推動興建。

#### 並非「廣泛代表性」或均衡參與
反對功能界別的論者認為，在討論社會整體事務的議會，例如香港立法會，討論經濟醫療教育退休福利基建等各種議題，以界別分組來選出候選人，未必能從社會整體的宏觀角度議事。他們會先照顧己方選民的利益，使社會趨向分裂。同時，反對者亦指出功能界別的劃分並沒有客觀標準，例如2021年前的醫學界不包括中醫和脊醫（脊醫當時屬於衞生服務界、中醫只在選舉委員會特設中醫界），教育界又是否需要細分為小學、中學、大學及特殊教育，現有不同界別的選民門檻又沒有劃一標準，有些是以公司為單位，有些是以專業團體會員（如資訊科技界）為門檻，但例如會計界選民卻需要通過多重嚴格考試，當中並未如功能界別設想般地公平。因此，功能界別未必能真正全面反映全體從事該行業的市民的意見，使反對者對功能界別有「廣泛代表性」表示質疑。
亦有論者提出例證，指如美國國會會在有需要時傳召或邀請相關專業人士提請意見或作證，現時立法會的委員會制度亦可補救專業從政者在技術方面的不足，不必強行設立功能界別。功能界別的選舉本質上是選行業利益代表，而不是選行內專業水平最高的人。要達到均衡參與的目的，透過在 選舉制度中設定比例代表制或其他有利少數政黨或組織人士參選及獲選的方式，才是公平、公開的做法。

#### 自動當選問題
個別界別，特別是以團體票或個人選民人數較少的界別，在選舉外推選代表的情況也相當普遍，這造成了不少功能界別都出現自動當選的情況。在2012年香港立法會選舉中，有近一半功能界別、共16人自動當選。

#### 選舉權利不平等
在地方直選以外，再額外設立功能界別的最大問題是造成市民權利不平等，票值不平等的情況。有些人可以代表指定公司投票而有兩票、三票，但大部份市民只得一票。幾十至幾百人選出來的代表，可以與數萬至數十萬人選出來的代表共同透過投票，影響所有政策。例如，只有區區數百名合資格選民的漁農界代表，亦可對大專教育有六十之一的決定權，而大學生反而沒有，當中沒有任何基礎。
另外，功能界別絶大多數非由一人一票產生，其選民基礎狹窄，亦造成認受性及代表性的問題。例如，香港有約288萬僱員，但519個工會領袖便包辦了勞工界的3個議席；保險業有約4萬從業員，但只有161個保險公司代表可以選舉保險界的議員；金融業有近14萬從業員，但只有154個銀行要員壟斷金融界的選舉。

### 改革方案
长期以来，各界人士和政党曾提出对功能界别的各种改革方案。

#### 减少、取消功能界别
逐步取消功能界别，并以分区直选议席替代。具体方法包括合并或取消选民基数较小、竞争较低的功能界别。最终目标是所有功能界别议席被分区直选议席取代。例如，自由党提出以每阶段10席的速度减少功能界别席位数量，最终完全取消。

#### 增加种类和数目
这一主张恰好相反。對於功能組別的最大質疑就是現有的功能界別涵蓋有限，未受功能界別代表的行業和人群无处表達利益訴求；故可以通过增加功能界別的種類，吸納更多利益團體，將所有合資格選民納入功能界別。前觀塘區議會主席陳振彬认为，有必要实行一种“令所有有關人士都同樣有兩個投票權”的方案。

#### 扩大选民基础
也有人士主张放宽进入功能界别的选民资格，让更多选民加入已有的界别，提高选举的代表性和公平性。支持者认为，这样可以避免“一人多票”问题，提供功能界别本身的民主程度。

#### 两院制
该方案建议设立两院制，将功能界别议员组成上议院，从而在立法会内部实现两院的制衡。

#### 功能界别提名后普选
该方案认为，应将功能界别的功能由“选举”改为“提名”：由现有功能界别选民提名候选人，再由全港选民普选议员。此舉既能保障社會各階層均衡參與立法會，又遠至透過全面的目標。